# Dicamptus tenuicornis
Dicamptus tenuicornis là một loài tò vò trong họ Ichneumonidae.